# Schmale Straße 23 (Quedlinburg)

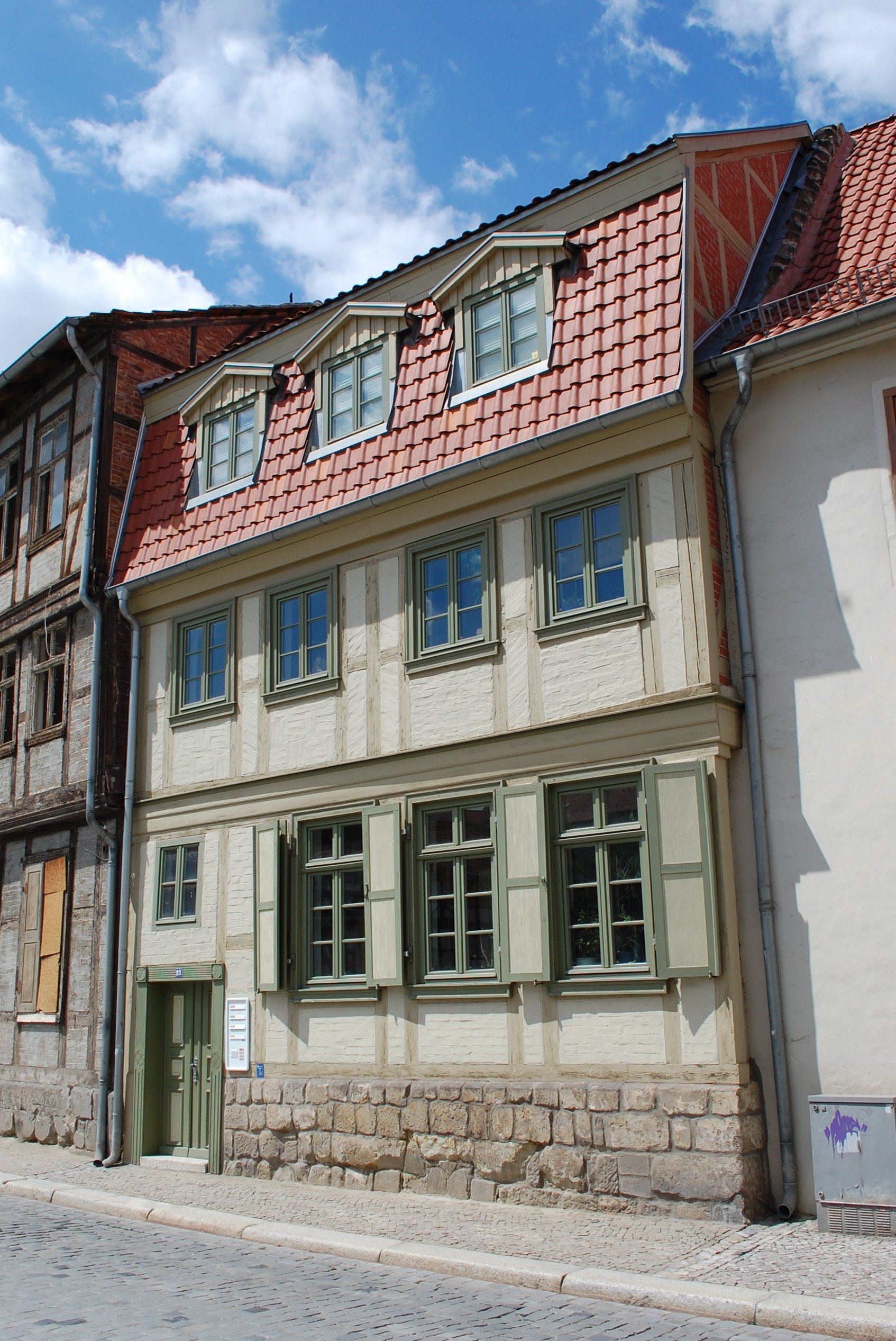
Haus Schmale Straße 23

Das Haus Schmale Straße 23 ist ein denkmalgeschütztes Wohnhaus in der Stadt Quedlinburg in Sachsen-Anhalt.

## Lage
Das Gebäude befindet sich nördlich des Marktplatzes in der historischen Altstadt Quedlinburgs. Das auf der Westseite der Schmalen Straße gelegene Haus gehört zum UNESCO-Weltkulturerbe und ist im Quedlinburger Denkmalverzeichnis eingetragen.
Südlich grenzt das gleichfalls denkmalgeschützte Haus Schmale Straße 22 an.

## Architektur und Geschichte
Das zweigeschossige Fachwerkhaus entstand in der Zeit um 1740 und ist mit einem Mansarddach bedeckt. Die Fassade verfügt über Zierausfachungen, die Profilbohle ist erneuert.